# Schillersberger Weiher
Der Schillersberger Weiher ist ein natürliches Gewässer in der Gemarkung Frauenrain der Gemeinde Antdorf im bayerischen Landkreis Weilheim-Schongau.

## Beschreibung
Der etwa 7,8 ha große, fast kreisrunde See liegt auf 648 m ü. NHN eingebettet im oberbayerischen Ammer-Loisach-Hügelland westlich der Osterseen im gemischten Wald-Wiesengelände. Er entwässert über den Kohlbach ostwärts in den Großen Ostersee.

## Galerie

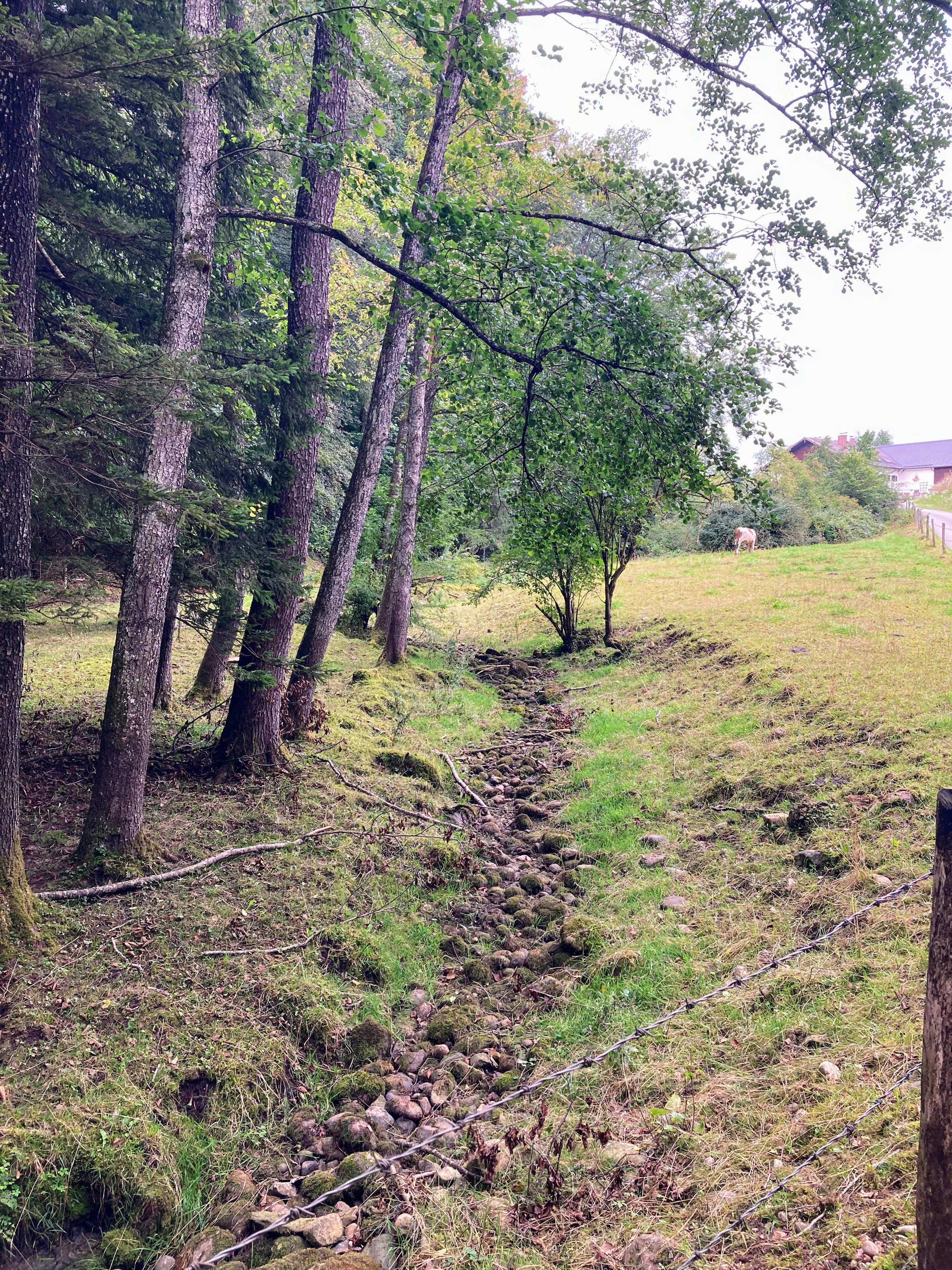
Trockener Abfluss Kohlbach bei Gröben